# Ентоні Едвардс (веслувальник)
Ентоні Едвардс (англ. Anthony Edwards, 22 грудня 1972) — австралійський академічний веслувальник.
Срібний призер Олімпійських Ігор 2000 (розпашна четвірка без стернового легкої ваги), 2004 (розпашна четвірка без стернового легкої ваги) років, бронзовий призер 1996 року в складі парної двійки легкої ваги, учасник 2008, 2012 років.
Чемпіон світу 2011 року в складі розпашної четвірки без стернового легкої ваги, срібний призер 2010 (розпашня четвірка без стернового легкої ваги), 1999 (розпашна четвірка без стернового легкої ваги) років, бронзовий призер 1998 (розпашня четвірка без стернового легкої ваги), 1995 (парна двійка легкої ваги) років.
Чемпіон співдружності 1994 року в складі парної четвірки легкої ваги.